# John Taylor (trädgårdsmästare)
John Michael Taylor, född 30 juni 1964 i Sheffield, England, är utbildad trädgårdsmästare, författare och programledare för programmet Trädgårdstider.
Taylor är bosatt i Sverige sedan början av 1990-talet. Under åren 1996–2017 utvecklade Taylor Slottsträdgården i Malmö.
Sedan juli 2017 är Taylor slottsträdgårdsmästare på Tjolöholms slott.